# Henryk Jasiński (samorządowiec)
Henryk Jasiński (ur. 1 czerwca 1940 w Gnieźnie zm. 27 lutego 2001 tamże) – polski samorządowiec, prezydent Gniezna w latach 1981-1983.

## Życiorys
Absolwent Akademii Ekonomicznej w Poznaniu. Dyrektor w wielu gnieźnieńskich zakładach, m.in. dyrektor naczelny w Wielkopolskich Zakładach Obuwia „POLANIA”. Zastępca Prezydenta miasta Gniezna Zbigniewa Kaszuby, następnie Prezydent Miasta Gniezna w latach 1981–1983. Naczelnik Urzędu Skarbowego Poznań-Śródmieście.
Pochowany na Cmentarzu św. Krzyża w Gnieźnie.